# Literatura

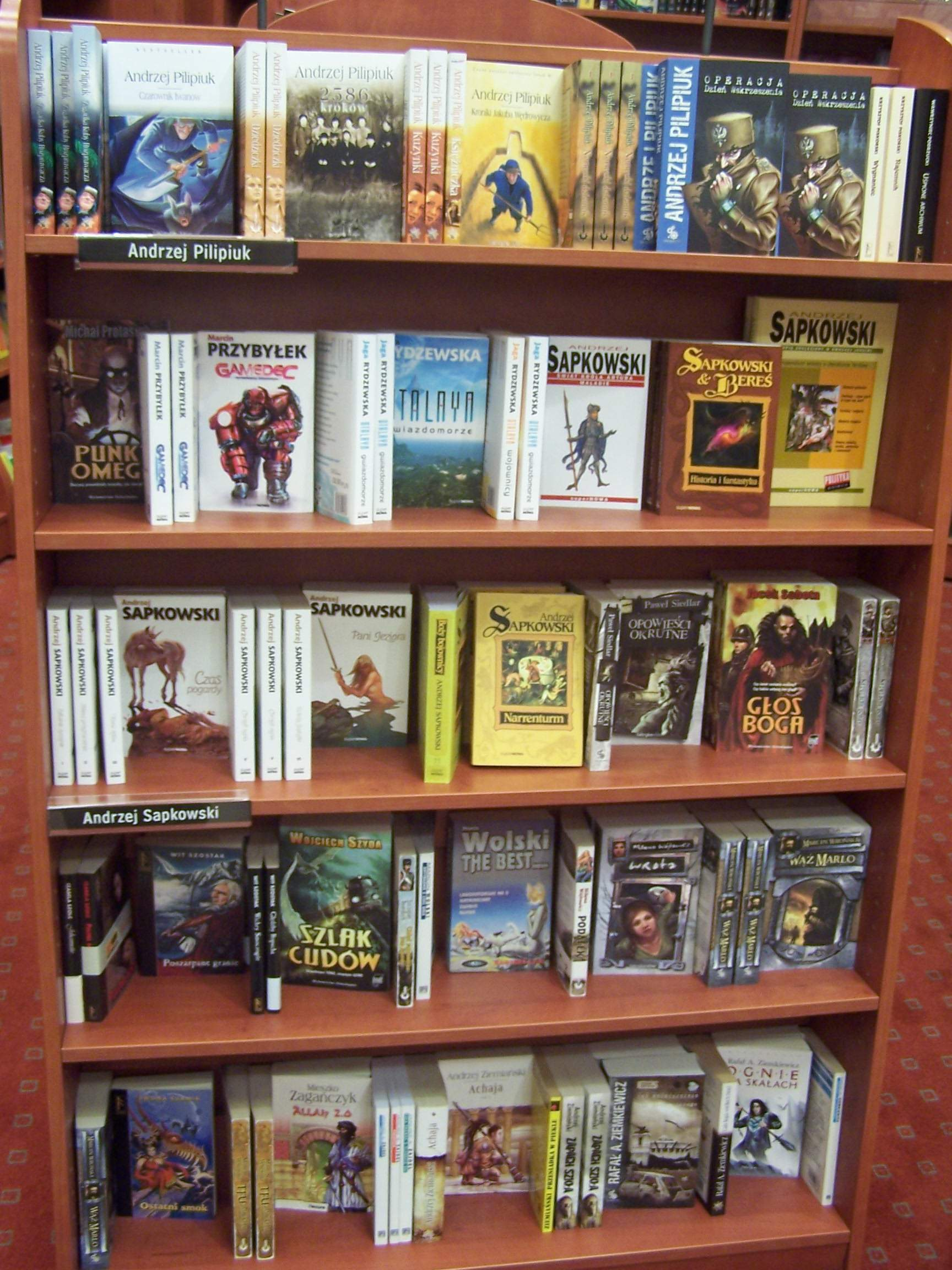
Literatura

Literatura – wszystkie „sensowne twory słowne” (według definicji Stefanii Skwarczyńskiej), czyli dzieła artystyczne, tj. literatura piękna oraz teksty użytkowe, tj. literatura stosowana, zachowane w formie pisanej lub w przekazie ustnym.
Literaturę piękną dzieli się zwykle na trzy rodzaje literackie według tradycji, uzupełnianej później Poetyki Arystotelesa: epikę (zarówno wierszem, jak i prozą), lirykę i dramat. Do gatunków epickich zaliczamy: opowiadanie, nowelę, bajkę, powieść, legendę, baśń. Do gatunków lirycznych zaliczamy: satyrę, hymn, odę, pieśń, sonet, fraszkę, elegię, tren. Do gatunków dramatycznych zaliczamy: tragedię, komedię, dramat właściwy.
W stosunku do literatury europejskiej i literatur związanych z nią stosuje się też podział na epoki (jak barok, renesans, romantyzm). Stosuje się także podziały na style literackie.